# Eric Harland
Pour les articles homonymes, voir Harland.
Eric Du'sean Harland (né le 8 novembre 1978 à Houston, Texas) est un batteur de jazz et compositeur américain.
Ses plus célèbres collaborations sont celles avec McCoy Tyner, Dave Holland, Joshua Redman, et Charles Lloyd.
Avant de former son propre groupe, Eric Harland a accompagné Betty Carter plusieurs années jusqu'à sa mort en 1998, Stefon Harris, Greg Osby, Kenny Garrett, Ravi Coltrane, Geri Allen, Jason Moran, John Patitucci, Jacky Terrasson, Wynton Marsalis, Joe Henderson, Kenny Garrett, Michael Brecker, Terence Blanchard, Chris Potter, Aaron Parks, Aaron Goldberg, Taylor Eigsti, Julian Lage, Kurt Rosenwinkel, Baptiste Trotignon, parmi de nombreux autres musiciens.
Il est également membre, depuis 2005, du SFJAZZ Collective (en), un ensemble de jazz contemporain de huit musiciens qui se produit tous les ans au San Francisco Jazz Festival (en).

## Biographie
Eric Harland commence sa carrière professionnelle à Houston en 1993 après la fin de ses études à la High School for the Performing and Visual Arts, où il crée le Regional and All State Texas Jazz Band. Il reçoit une Special Citation for Outstanding Musicianship en 1994, récompense attribuée par l'association internationale des enseignants de jazz (International Association of Jazz Educators).
Wynton Marsalis l'encourage à venir étudier à New York. Il intègre alors la Manhattan School of Music avec une aide boursière. En 1996, influencé par son éducation religieuse, il retourne à Houston pour suivre des cours de théologie à la Houston Baptist University (une école d'études bibliques) et devenir pasteur.
Eric Harland réside maintenant à New York. Il se produit fréquemment dans les clubs new-yorkais et sur la scène internationale des festivals de jazz.

## Publications
Eric Harland a enregistré sur plus de 80 albums, parmi lesquels Let's Get Lost et Wandering Moon (Terence Blanchard), Back East (Joshua Redman), et Land Of Giants (McCoy Tyner) ont été nommés aux Grammy Awards.
Avec Terence Blanchard et Spike Lee, il a enregistré 18 bandes originales de films dont celles de Péché originel en 2001, Influences en 2002, et Dark Blue en 2003.
À l'occasion de la 65e enquête annuelle des lecteurs du magazine américain DownBeat, Eric Harland a rejoint la liste des plus grands batteurs de jazz aux côtés d'Elvin Jones et de Roy Haynes. Il a aussi reçu le titre de « Rising Star on the drums  (nouvelle star de la batterie) » en 2008 et 2009.

### Discographie

#### En tant que leader
- 2010 : Voyager: Live by Night (Space Time Records)

#### En tant que Sideman
Avec Charles Lloyd:
- 2005 : Jumping The Creek (ECM)
- 2006 : Sangam (ECM)
- 2008 : Rabo de Nube (ECM)
- 2010 : Mirror (ECM)
- 2011 : Athens Concert, ECM (avec María Farantoúri

Avec Aaron Parks :
- 2008 : Invisible Cinema (Blue Note Records)

Avec Taylor Eigsti :
- 2006 : Lucky To Be Me
- 2008 : Let It Come To You

Avec Walter Smith III :
- 2006 : Casually Introducing Walter Smith III
- 2010 : III

Avec McCoy Tyner :
- 2003 : Land of Giants (Telarc)

Avec The Monterey Quartet (Dave Holland, Gonzalo Rubalcaba, Chris Potter) :
- 2008 : Live at the 2007 Monterey Jazz Festival

Avec Terence Blanchard :
- 2000 : Wandering Moon (Sony Classical)
- 2001 : Let's Get Lost (Sony Classical)
- 2003 : Bounce (Blue Note Records)

Avec Dave Holland :
- 2008 : Pass It On (Dare2)

Avec Joshua Redman :
- 2007 : Back East (Nonesuch Records)

Avec James Farm :
- 2011 : James Farm (Nonesuch)

Avec Kenny Garrett :
- 2003 : Standard of Language (Warner Bros.)

Avec Rodney Jones :
- The Indiscovered Few
- The "X" Field

Avec Rigmor Gustafsson :
- 2007 : Alone With You
- 2004 : Close To You

Avec Jacky Terrasson :
- 2002 : Smile (Blue Note)

Avec The 3 Cohens :
- Braid

Avec Jimmy Greene :
- Gift and Givers
- True Life Stories
- Mission Statement

Avec Joel Weiskopf :
- Devoted To You

Avec Mark Shim :
- Turbulent Flow

Avec John Swana :
- On Target

Avec Aaron Goldberg :
- 1999 : Tuning Point
- 2001 : Unfolding
- 2006 : Worlds
- 2010 : Home

Avec Kurt Rosenwinkel :
- 2006 : The Remedy, Live at The Village Vanguard (ArtistShare)

Avec Edward Simon :
- The Process

Avec Greg Osby :
- 1997 : Further Ado (Blue Note)
- 2002 : Inner Circle (Blue Note)

Avec The SFJAZZ Collective :
- SF Jazz Collective Live 2005
- SF Jazz Collective Live 2006
- SF Jazz Collective Live 2007
- SF Jazz Collective Live 2008
- SF Jazz Collective Live 2009
- SF Jazz Collective Live 2010
- SF Jazz Collective Live 2011

Avec Stefano Di Battista :
- 2007 : Trouble Shottin'  (Blue Note)

Avec Baptiste Trotignon :
- 2009 : Share (Naïve Records)
- 2010 : Suite... (Naïve)

Avec Dayne Stephens :
- The Timeless Now

Avec Zhenya Strigalev :
- Smiling Organizm

Avec Myron Walden :
- Hypnosis

## Filmographie
- 2001 : Bojangles (en) (film TV)
- 2000 : The Very Black Show
- 2001 : Péché originel
- 2002 : Influences
- 2001 : The Caveman's Valentine
- 2003 : Dark Blue
- 2008 : Pig Hunt (en)
- 2010 : I María Farantoúri synanta ton Charles Lloyd (film TV)